# Епинг (Њу Хемпшир)
Епинг (енгл. Epping) насељено је место без административног статуса у америчкој савезној држави Њу Хемпшир.

## Демографија
По попису из 2010. године број становника је 1.681, што је 8 (0,5%) становника више него 2000. године.
| Група             | 2000.         | 2010.         |
| Белци             | 1.626 (97,2%) | 1.612 (95,9%) |
| Афроамериканци    | 5 (0,3%)      | 3 (0,2%)      |
| Азијати           | 13 (0,8%)     | 16 (1,0%)     |
| Хиспаноамериканци | 2 (0,1%)      | 21 (1,2%)     |
| Укупно            | 1.673         | 1.681         |